# Þórólfur Beck
Þórólfur « Þór » Beck, surnommé Thorolfur, Thor, Tottie, né le 21 janvier 1940 et mort le 18 décembre 1999 à Reykjavik, est un joueur international et entraîneur islandais de football.

## Carrière
Beck commence sa carrière de buteur au KR Reykjavik, club de sa ville natale, en 1958. Meilleur buteur du championnat en 1959, 1960 et 1961 (avec 42 buts lors de ses trois dernières saisons, en pas plus de 30 matchs), il remporte le championnat en 1959 (avec 10 victoires en 10 matchs), la Coupe en 1960 et le doublé Coupe-championnat l'année suivante. Fin 1961, il rejoint le club écossais de Saint Mirren, où il devient le deuxième footballeur islandais à passer professionnel. 
Auteur en trois saisons de 25 buts en 80 matchs de championnat d’Écosse, élu meilleur joueur du club en 1962-1963, il est recruté par le Rangers FC, le plus grand club du pays, en décembre . 
En décembre 1966, il part en France, au FC Rouen, où il ne joue qu'une poignée de matchs avant de rejoindre les États-Unis, où est lancée en 1967 la National Professional Soccer League. Il joue une saison sous le maillot des Saint-Louis Stars (en). Il revient finalement en 1968 au KR Reykjavik avec lequel il remporte le championnat en 1968 et termine sa carrière de joueur.
Sélectionné à vingt reprises en équipe nationale entre 1959 et 1969, il y marqué cinq buts et en est le capitaine quatre fois.
Devenu entraîneur après sa retraite de joueur, Beck dirige notamment l'ÍB Vestmannaeyja en 1970.

## Statistiques
- 1958-1961 :  KR Reykjavik (46 buts[7])
- 1961-décembre 1964 :  St. Mirren (80 matchs, 25 buts)
- janvier 1965-décembre 1966 :  Rangers FC (11 matchs, 2 buts)
- décembre 1966-1967 :  FC Rouen (7 matchs, 1 but)
- 1967 :  St. Louis Stars (11 matchs, 2 buts)
- 1968 :  KR Reykjavik